# Taïs e Henrique
Taïs Reganelli e Henrique Torres Reganelli são cantores brasileiros.

## Biografia
Dupla de irmãos, ele nascido em São Paulo e ela nascida em Berna, na Suíça (durante o exílio de seus pais à época do Ato Institucional Número 5). Viveram os irmãos em Berna durante doze anos e em 1988 voltaram para o Brasil onde se instalaram em Campinas.
Em 1999 se mudam para a Itália onde faziam apresentações de MPB.

### Gravações
De volta ao Brasil voltam a se apresentar em bares e finalmente gravam e prensam o primeiro CD, MPB e Companhias, com músicas próprias e de autores amigos como Nilson Ribeiro, Nando Freitas e uma regravação de "Pequena Marcha para um Grande Amor" de Juca Chaves.
A primeira tiragem se esgota em sete meses, e na seqüência eles lançam novamente o mesmo CD agora com novos arranjos e faixas ao vivo de um show gravado no Centro de Convivência de Campinas.
Em 2009 Taïs lança o Primeiro CD solo, "Antes que a Canção Acabe" e inicia uma turnê com o show do mesmo nome, na Faixa "Uma Canção Só para Você" faz um dueto com Diego Moraes, que grava uma versão também em seu CD e DVD pela EMI.